# Feuchtraum
Feuchtraum und Nassraum bzw. Nasszelle sind Begriffe aus dem Bauwesen. Normen und technische Regelwerke stellen besondere Anforderungen an Materialien und Bauweisen, die zum Einsatz in Feuchträumen gedacht sind.
Je nach Fachgebiet wird ein Feuchtraum unterschiedlich definiert:
- Raum mit erhöhter Feuchtebelastung
- Raum mit ständig hoher Luftfeuchte
- Raum, in dem die relative Luftfeuchtigkeit dauerhaft höher als 70 % beträgt.
- Raum, in dem anfallende Luftfeuchtigkeit nicht durch eine freie Lüftung (zum Beispiel geöffnetes Fenster) abgeführt werden kann.
- Raum, in dem eine erhöhte Luftfeuchtigkeit nicht nur periodisch auftritt.
- Raum, in dem nutzungsbedingt mit einer dauerhaft erhöhten Luftfeuchtigkeit zu rechnen ist.

Öffentliche Bäder, Schwimmhallen und (Gemeinschafts-)Duschen werden immer als Feuchtraum angesehen, während es bei Saunen, gewerblichen Küchen und häuslichen Bädern auf die jeweilige Definition des Begriffs ankommt.

## Normative Festlegungen
In der im Juli 2017 zurückgezogenen DIN 18195 Teil 1, Punkt 3.33 wurde ein Nassraum als Innenraum definiert, in dem nutzungsbedingt Wasser in solcher Menge anfällt, dass zu seiner Ableitung eine Fußbodenentwässerung erforderlich ist. Bäder im Wohnungsbau ohne Bodenablauf zählen nicht zu den Nassräumen. Die Duschzelle selbst sollte als Nassraum angesehen werden.
In der DIN VDE 0100-200:2006-06 wird in Abschnitt NC.3.5 ein „Nasser Raum“ als Bereich definiert, dessen Fußboden, Wände und/oder Einrichtungen aus betrieblichen, hygienischen oder anderen Gründen mit Wasser abgespritzt werden.
In Abschnitt NC.3.3 heißt es in einer Anmerkung zur Definition von Trockenen Räumen, dass hierzu auch Küchen und Badezimmer in Wohnungen und Hotels zu zählen sind, da in ihnen nur zeitweise Feuchtigkeit auftritt und bei üblicher Nutzung, Beheizung und Belüftung die mittlere, relative Luftfeuchte hier nicht wesentlich höher liegt als in Wohnräumen üblich. In älteren Publikationen werden diese Räume demgegenüber häufig noch als Feuchtraum klassifiziert.
Dennoch müssen bei der Planung und Ausstattung von Bädern im häuslichen Bereich und in Hotels gewisse Regeln befolgt werden: 
- Für Bereiche mit erwartbarer Wassereinwirkung verlangt DIN 18534 bis auf wenige Ausnahmen eine Bauwerksabdichtung, insbesondere dann, wenn in Boden oder Wand feuchtigkeitsempfindliche Baustoffe verwendet wurden.[2]
- Für Räume mit fest eingebauter Badewanne oder Duschwanne legt DIN VDE 0100-701 die Bereiche fest, in denen elektrische Einrichtungen installiert werden dürfen und welche Vorsichtsmaßnahmen dabei zu treffen sind.[3]

## Beispiele für die höheren Anforderungen an Material und Bauweise in einem Feuchtraum
Wird für ein Badezimmer eine Wand in Leichtbau erstellt, müssen die Wandbauplatten – meist Gipskarton – für Wassereinwirkung geeignet sein. Diese sind zur besseren Unterscheidung hellgrün eingefärbt und tragen die Typbezeichnung „H“ gemäß DIN EN 520. In Deutschland werden in der Regel Wandbauplatten mit der Bezeichnung „H2“ verwendet, die gemäß Normtest nach zwei Stunden Lagerung im Wasser maximal 10 % an Wasser aufnehmen dürfen.
Die fachgerechte Abdichtung von Nassbereichen hängt von der Art der Belastung ab und wird in Klasse 0, A01 und A02 eingeteilt. Der Abdichtungsstoff (z. B. Polymerdispersion, Reaktionsharze) ist abhängig von der Klasse und dem Untergrund für den Belag zu wählen (siehe „Feuchte im Bauwerk“, Tabelle 5.1, S. 41.)
Für elektrische Anlagen in Räumen mit Badewanne und Dusche müssen festgelegte  Bereiche 0, 1 und 2 und deren Grenzen gemäß DIN VDE 0100-701:2008-10 berücksichtigt werden. Dies erfordert umfangreiche  Vorkehrungen für die elektrische Sicherheit in solchen Räumen.